# Associazione Calcio Andrea Doria 1933-1934
Questa voce raccoglie le informazioni riguardanti l'Associazione Calcio Andrea Doria nelle competizioni ufficiali della stagione 1933-1934.

## Rosa
| N. |                   | Ruolo | Calciatore        |
| -- | ----------------- | ----- | ----------------- |
|    | Italia (bandiera) | A     | Vittorio Ansaldo  |
|    | Italia (bandiera) | D     | Alfredo Balbi     |
|    | Italia (bandiera) | A     | Fiore Cò          |
|    | Italia (bandiera) | C     | Enrico Conte (II) |
|    | Italia (bandiera) | C     | Ettore Fontana    |
|    | Italia (bandiera) | D     | Grassi            |
|    | Italia (bandiera) | P     | Benedetto Mazzei  |

| N. |                   | Ruolo | Calciatore               |
| -- | ----------------- | ----- | ------------------------ |
|    | Italia (bandiera) | A     | Dante Muscinelli         |
|    | Italia (bandiera) | A     | Ferdinando Narizzano (I) |
|    | Italia (bandiera) | C     | Giacomo Narizzano (II)   |
|    | Italia (bandiera) | A     | Luigi Pantani            |
|    | Italia (bandiera) | D     | Francesco Parodi         |
|    | Italia (bandiera) | D     | Rosso                    |
|    | Italia (bandiera) | C     | Piero Venturini          |